# Moni (Zypern)
Moni (griechisch Μονή) ist eine Gemeinde im Bezirk Limassol in der Republik Zypern. Bei der Volkszählung im Jahr 2021 hatte sie 937 Einwohner.

## Lage und Umgebung

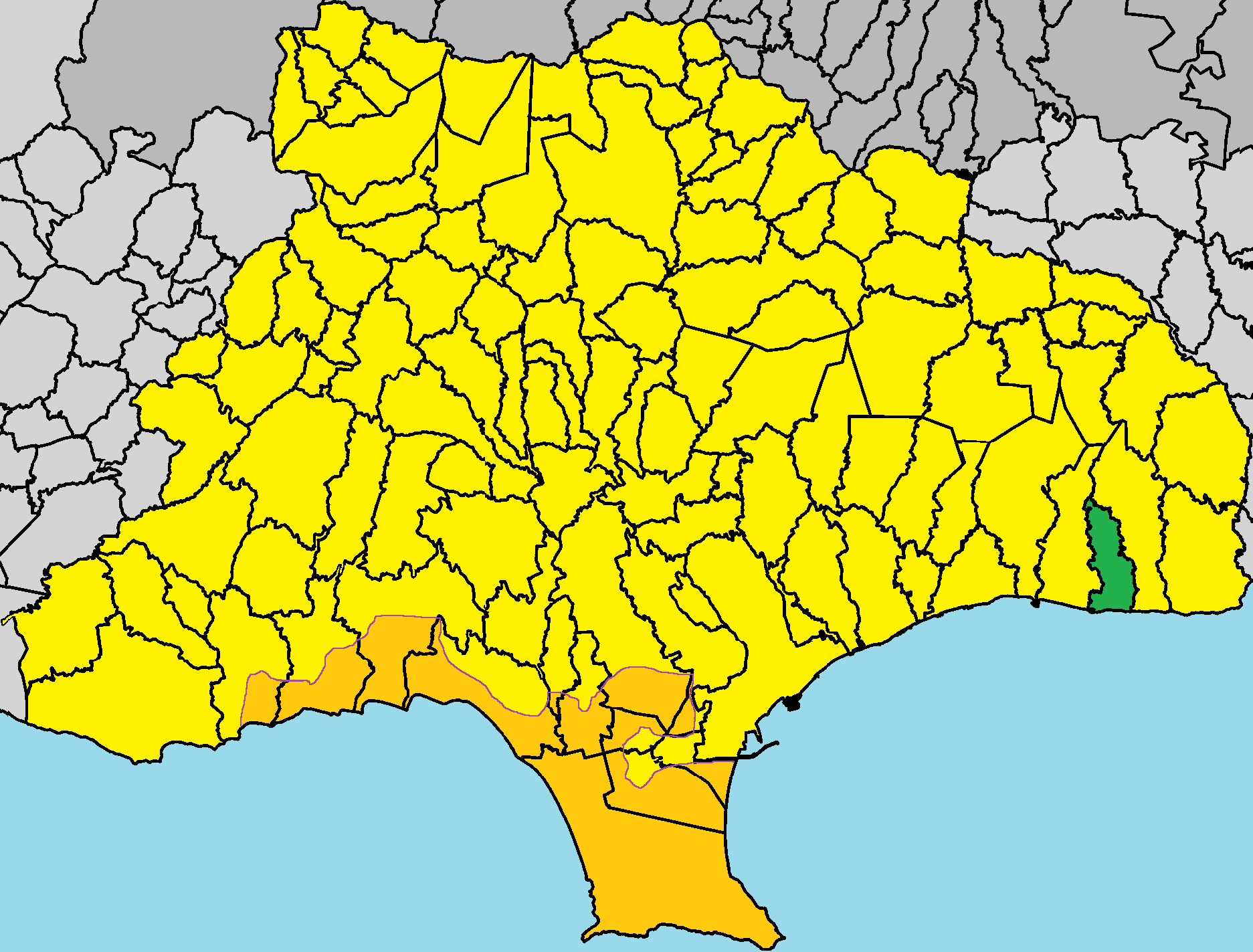
Lage im Bezirk Limassol

Moni liegt im Süden der Mittelmeerinsel Zypern auf einer Höhe von etwa 60 Metern, etwa 20 Kilometer östlich von Limassol. Das 8,16686 Quadratkilometer große Dorf grenzt im Osten und Norden grenzt es an Monagroulli, während es im Westen an Pyrgos grenzt. Die Südseite des Verwaltungsgebiets ist Küstengebiet. Das Dorf kann über die Straße F122 erreicht werden.

## Bevölkerungsentwicklung
| Jahr      | 1881 | 1891 | 1901 | 1911 | 1921 | 1931 | 1946 | 1960 | 1976 | 1982 | 1992 | 2001 | 2011 | 2021 |
| Einwohner | 180  | 206  | 214  | 259  | 299  | 304  | 281  | 255  | 220  | 222  | 272  | 391  | 622  | 937  |